# ヘーコン・スンニヴァッソン
ヘーコン・スンニヴァッソン（デンマーク語：Hakon Sunnivasson, fl. 1131年）は、デンマーク貴族でデンマーク王エーリク3世の父。

## 生涯
ヘーコンの父はデンマーク貴族、母スンニヴァはノルウェー王マグヌス1世の娘ラグニルド・マグヌスダッタとノルウェー貴族ホーコン・イーヴァルソンの娘であった。ヘーコンはデンマーク王エーリク1世の娘ラグンヒルと結婚した。サクソ・グラマティクスによると、ヘーコンはエーリク1世の弟ビョルンを殺害した者に復讐し、国境地域で王のヤールをつとめたとみられる。1131年、ヘーコンは当初、義兄クヌーズ・レーヴァートに対する陰謀に加わっていたが、計画が暗殺に変更された際に陰謀から手を引いた。しかしヘーコンは誓約に縛られていたため、クヌーズに警告することができなかった。